# 화이트박스 암호
암호학에서 화이트박스(white-box) 모델은 공격자가 암호화 구현, 가장 일반적으로 AES(고급 암호화 표준)와 같은 블록 암호에 대해 무제한으로 완전히 액세스할 수 있는 극단적인 공격 시나리오를 나타낸다. 다양한 보안 목표가 제시될 수 있다. 가장 기본적인 것은 "해독 불가능성"이다. 이는 모든 (제한된) 공격자가 구현 시 하드코딩된 비밀 키를 추출할 수 없어야 함과 동시에 구현은 완벽하게 작동해야 한다. 대조적으로, 블랙박스 모델은 분석된 암호화 기본 요소(암호화 및 암호 해독 쿼리의 형태)에 대한 오라클 액세스(oracle access)만 제공한다. 그 사이에는 소위 그레이박스(gray-box) 모델이라는 모델도 있는데, 이는 구현에서 발생하는 추가 정보 누출에 해당하며 일반적으로 부채널 누출이라고 한다.
화이트박스 암호(White-box cryptography)는 화이트박스 구현을 설계하고 공격하는 기술에 대한 실습이자 연구이다. 여기에는 DRM(디지털 권리 관리), 유료 TV, 맬웨어가 있을 때 암호화 키 보호, 모바일 결제, 암호화폐 지갑 등 다양한 애플리케이션이 있다. 화이트박스 구현을 사용하는 DRM 시스템의 예로는 CSS, 와이드바인이 있다.
화이트박스 암호는 난독화의 보다 일반적인 개념, 특히 불가능하다고 입증된 블랙박스 난독화와 최근에 근거가 충분한 가정 하에 구성되었으나 아직까지 실제로 구현하기 불가능한 구별 불가능성 난독화와 밀접한 관련이 있다.
2023년 1월 기준 표준 대칭 암호화 방식의 깨지지 않는 화이트박스 디자인은 공개적으로 알려져 있지 않다. 반면, 비압축성을 달성하기 위해 특별히 설계된 전용 블록 암호의 깨지지 않는 화이트박스 구현이 많이 있다.

## 같이 보기
- 난독화
- 디지털 권리 관리